# Plopi (Rîbnița)
Plopi (in russo Ленино?, Lenino)  è un comune della Moldavia controllato dalla autoproclamata repubblica di Transnistria. È compreso nel distretto di Rîbnița.